# ラアファト・ビン・アフマド・ビン・ハリール・ミルザー・アッ＝サイイド
ラアファト・ビン・アフマド・ビン・ハリール・ミルザー・アッ＝サイイド（アラビア語: رأفت بن أحمد بن خليل مرزا السيد Raafat bin Aḥmad bin Ḫalīl Mirzā as-Sayyid、英語: Raafat bin Ahmed bin Khalil Mirza Al-Sayyid、1965年 - ）は、サウジアラビアの外交官。在スーダン大使館、在フィリピン大使館での奉職、外務省特命全権公使を経て、2017年から2020年にかけて駐台大使に相当するサウジアラビア商務弁事処代表を務めた。
商務弁事処代表として台北駐在中の2017年12月21日、国立故宮博物院南部院区が台湾の博物館では初となるムスリム祈祷室を新設したことを受けてオープニング・セレモニーが執り行われたが、このセレモニーにラアファト・アッ＝サイイド代表も出席して、同博物院の李静慧副院長や駐台北インドネシア経済貿易代表処のロバート・ジェームズ・ビンタリョー代表と共にテープカットした。

## 学位
- 1989年: 言語学学士[3]
- 1994年: 政治学ディプロマ[3]
- 2000年: 政治科学修士[3]
- 2003年: 政治科学Ph.D.[3]